# Ураниина къща
Ураниината къща или Къщата на Урания (на македонска литературна норма: Ураниина куќа, Куќа на Уранија) е възрожденска къща в град Охрид, Северна Македония. Сградата е обявена за значимо културно наследство на Северна Македония.

## История
Сградата е построена във втората половина на XIX век. Разположена е във Вароша, югозападно до Робевата къща, на улица „Цар Самуил“ № 45. Принадлежала е на семейството Филевци, които в турско време изкупували езерния риболов. По-късно собствениците се изселили от Охрид и къщата носи името на последната обитателка – Урания.
В 1951 година в къщата е разположена етнографската експозиция на Народния музей – Охрид, а по-късно е на Македонската академия на науките и изкуствата.

## Архитектура
Къщата е много голяма и като организация на пространството е типичен представител на охридската архитектура от XIX век. Трите функционални дяла – икономически, жилищен и представителен са поделени по вертикала. Икономическите помещения са в сутерена и са свързани със закупуването на риба. Първият етаж е поделен на два дяла – северната половина е за живеене, а южната с поглед към езерото е представителният дял на сградата. Първоначално вторият етаж остава недовършен, поради очаквано увеличаване на семейството или недостиг на пари.
Външността е хармонична с интересни конструктивни детайли. Източната фасада с дължина 19 m интегрира езерния бряг и атрактивната улица „Цар Самуил“ и заедно с южната фасада на Робевата къща е един от най-забележителните изглед на Охрид.